# 존 캅
존 캅(John B. Cobb,  1925년 2월 9일 ~ 2024년 12월 26일)은 미국의 신학자, 철학자, 환경론자이다. 존 캅은 알프레드 노스 화이트헤드의 과정의 철학과 과정신학 분야에서 저명한 학자로 인정받고 있다. 캅은 50권 이상의 저자이며, 2014년에 존경받는 미국 예술 및 과학 학술원의 회원으로 선출되었다.

## 같이 보기
- 진보 기독교